# Ізбеков Володимир Олексійович
Ізбе́ков Володи́мир Олексі́йович (8 [20] липня 1881, Погромне — 20 березня 1963, Київ) — український радянський хімік, професор, член-кореспондент АН УРСР (з 22 лютого 1939 року).

## Біографія
Народився 8 (20 липня) 1881 року в селі Погромному (тепер Волгоградської області Росії). У 1909 році закінчив Юр'ївський університет, після чого працював у вишах Києва (зокрема у Київському політехнічному інституті) та одночасно у 1931–1962 роках у науково-дослідних інститутах АН УРСР. Нагороджений орденом «Знак Пошани».
Помер 20 березня 1963 року. Похований в Києві на Міському кладовищі «Берківцях» (ділянка № 5). Наказом Управління охорони пам'яток історії, культури та історичного середовища № 53 від 4 листопада 1998 року могила є об'єктом культурної спадщини Подільського району в місті Києві.

## Наукова діяльність
Основні наукові дослідження в галузі електрохімії розплавлених солей та хімічної переробки мінеральної сировини і виділення рідкісних металів із відходів виробництв.